# Phyllosticta wistariae
Phyllosticta wistariae är en svampart som beskrevs av Sacc. 1882. Phyllosticta wistariae ingår i släktet Phyllosticta och familjen Botryosphaeriaceae.   Inga underarter finns listade i Catalogue of Life.